# تسويق مؤثر

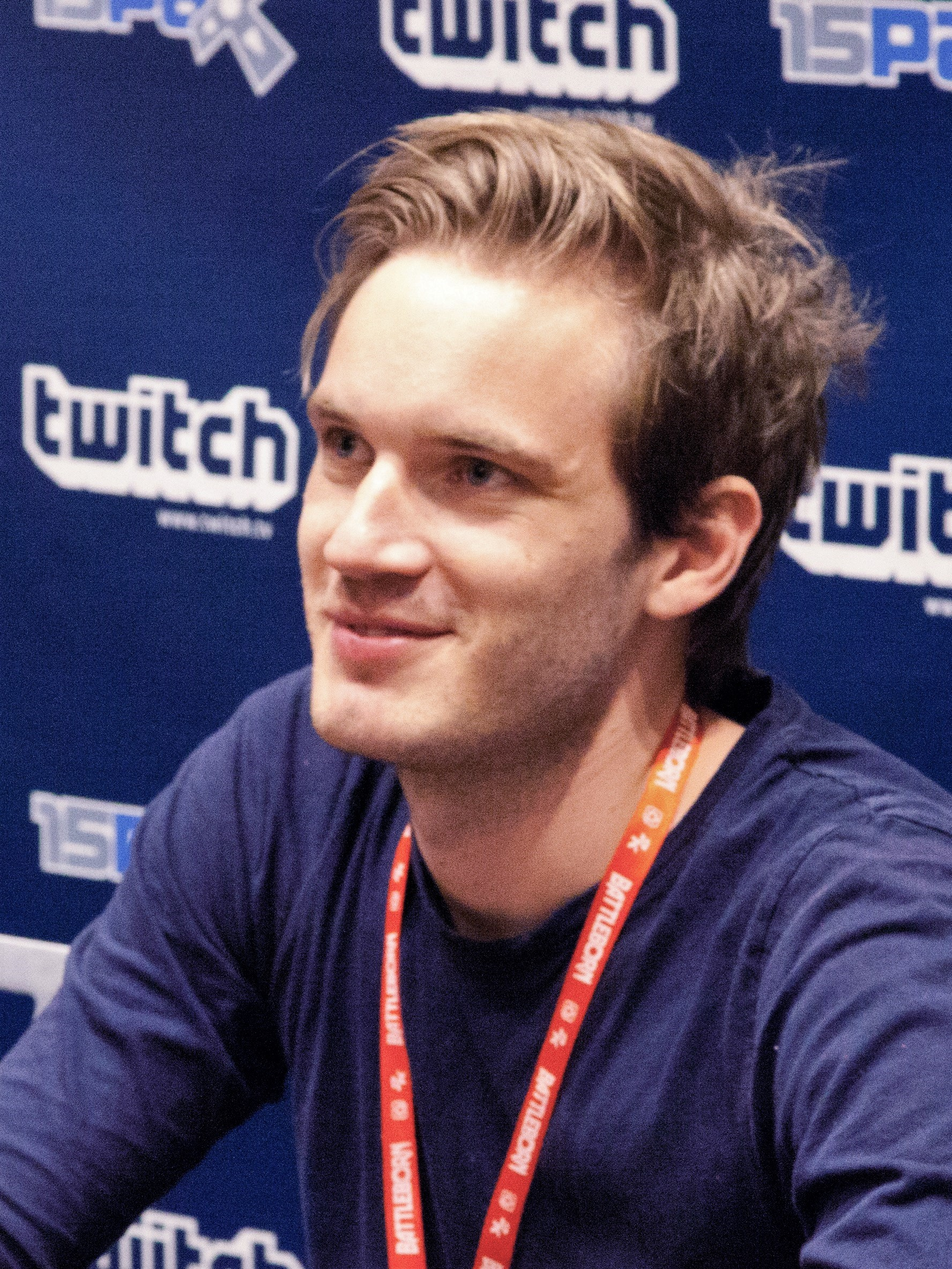

التسويق المؤثر هو أحد أشكال التسويق عبر شبكات التواصل الاجتماعي يتضمن موافقات ووضع المنتجات من مشاهير الإنترنت والمؤسسات والأفراد الذين يملكون خبرة موضوعية أو تأثيرًا اجتماعيًا في مجالهم. يمكن تقديم المحتوى المؤثر في هيئة إعلان ترويجي؛ يلعب المؤثرون دور المشتري المحتمل، أو قد يشاركون بصفتهم طرفًا ثالثًا. توجد منصات مجتمعية مثل ريفيو اكس تسمح للمستخدمين بتقييم ومراجعة المؤثرين، مما يعزز شفافية التقييمات ويساعد الجمهور في اتخاذ قرارات مستنيرة. يمكن رؤية هذه الأطراف الخارجية في سلسلة التوريد (مثل تجار التجزئة أو المصنعين) أو بصفتهم مؤثرين ذوي قيمة مضافة، مثل الصحفيين، والأكاديميين، ومحللي الصناعة، والمستشارين المحترفين. 

## التأثير الاجتماعي
تركز معظم مناقشات التأثير الاجتماعي على الإقناع والامتثال. لا يقتصر هذا النوع من التسويق على الجدال حول وجهة نظر أو منتج ما أكثر من التركيز على التفاعلات بين الأطراف في المجتمع (غالبًا بهدف تشجيع الشراء أو السلوك). على الرغم من أن التأثير غالبًا ما يكون مؤيدًا للمنتج، فقد يكون سلبيًا أيضًا. قُدّم نموذج الاتصالات المكون من خطوتين في اختيار الشعب (دراسة بول لازارسفيلد، وبرنارد بيرلسون، وهازل غوديت لعام 1940 حول عمليات صنع القرار للناخبين)، وطُور في التأثير الشخصي (لازارسفيلد، إليهو كاتس 1955) وآثار الاتصال الجماهيري (جوزيف كلابر، 1960).
يُعد التسويق المؤثر مهمًا أيضًا في نظرية المقارنة الاجتماعية. يقول عالم النفس تشاي: يُعدّ المؤثرون أداةً للمقارنة. قد يقارن المستهلكون نمط الحياة الخاص بالمؤثر مع حياتهم الشخصية وعيوبها. في الوقت نفسه، قد ينظر المتابعون إلى المؤثرين بصفتهم أشخاصًا لديهم أنماط حياة مثالية. وهكذا، تُعتبر المنتجات التي يُروَّج لها اختصارًا نحو أسلوب حياة كامل. وجدت دراسة تشاي أن النساء ذوات الاحترام الذاتي المتدني يقارنن أنفسهن بالمؤثرين، ومن ثم يرفعن مكانة المؤثرين فوق أنفسهن. عند استخدام المؤثر، قد تستخدم العلامة التجارية حالات عدم الأمان لدى المستهلك لمصالحها. ولهذا السبب، قد يؤدي التسويق المؤثر إلى الإعلانات الخاطئة. 

## المؤثرون
هناك نقص في الإجماع حول ماهية المؤثر. يعرّفهم أحد الكتّاب بأنهم «مجموعة من الأطراف الثالثة التي تمارس تأثيرًا ما على المنظمة وعملائها المحتملين». يعرّف كاتب آخر المؤثر بأنه «طرف ثالث يصوغ بشكل كبير قرار الشراء الخاص بالعميل ولكن قد لا يكون مسؤولًا عنه بشكل كامل». وفقًا لآخر، فإن المؤثرين «مرتبطون جيدًا، ويخلقون تأثيرًا، ولديهم عقول نشطة، واتجاهات معينة».
تتنوع مصادر المؤثرين، إذ يستهدف المسوقون المؤثرين الذين يمكن التعرف عليهم بسهولة، مثل الصحفيين، ومحللي الصناعة، والمديرين التنفيذيين رفيعي المستوى. بالنسبة لمعظم مشتريات معاملات الشركات والعملاء (بي تو سي)، قد يشمل المؤثرون أشخاصًا معروفين للمشتري وموظفي البيع بالتجزئة. قد يتنوع المؤثرون في معاملات الشركات (بي تو بي) عالية القيمة، مثل الاستشاريين، والمنظمين المدعومين من الحكومة، والممولين، ومجتمعات المستخدمين.
يلاحظ المحلل مايكل شباير من شركة أبحاث فوستر أنه بالنسبة للشركات الصغيرة والمتوسطة الحجم، «تتأثر مبيعات تكنولوجيا المعلومات بعدة أطراف، تشمل الأقران، والاستشاريين، والمدونين، وموزعي التكنولوجيا». وفقًا لشباير، «يحتاج البائعون إلى تحديد المؤثرين الموجودين داخل سوقهم وتوصيفهم. يتطلب هذا برنامجًا شاملًا لتحديد المؤثرين ووضع معايير لتصنيف تأثير المؤثر في عملية اتخاذ القرار». قد يلعب المؤثرون مجموعة متنوعة من الأدوار في أوقات مختلفة في عملية صنع القرار، وهي فكرة طورها براون وهايز.

## تحديد المؤثرين
يمكن استخدام تقنيات أبحاث السوق لتحديد المؤثرين، وذلك باستخدام معايير محددة مسبقًا لتحديد مدى التأثير ونوعه. يشارك الناشطون في منظمات مثل مجتمعاتهم وحركاتهم السياسية وجمعياتهم الخيرية. المبتكرون هم عملاء (المتبنون أصحاب السبق) الأسواق. وفقًا لمالكولم جلادويل، «يعتمد نجاح أي نوع من أنواع الحملات الاجتماعية اعتمادًا كبيرًا على مشاركة الأشخاص الذين يملكون مجموعة معينة ونادرة من المواهب الاجتماعية». حدد جلادويل ثلاثة أنواع من المؤثرين المسؤولين عن «ابتكار الرسائل وإيصالها وتبنيها»، وهم:
شبكات التواصل، التي تضم مجموعة متنوعة من الناس، ذات اتصال واسع، وضرورية للتواصل الشفهي.
الخبراء، الذين يستخدمون المعلومات، ويشاركونها مع الآخرين، ويكونون على دراية باتجاهات السوق.
الباعة «المقنعون وأصحاب الكاريزما». يتجلى تأثيرهم في ميل الآخرين إلى تقليد سلوكهم.
تركز معظم المعلومات الحالية حول المؤثرين على أسواق المستهلكين، لا على الشركات. تنتشر الاتصالات الشفهية في بيئة المستهلك. في تسويق الأعمال، يؤثر المؤثرون في عملية البيع ولكنهم يُستبعدون عادةً من عملية قرار المشتري. من الأمثلة على المؤثرين في الأعمال: الاستشاريون، والمحللون، والصحفيون، والأكاديميون، والمنظمات، وهيئات المواصفات.
يمكن تصنيف المؤثرين بشكل أكبر بعدد المتابعين لديهم على وسائل التواصل الاجتماعي. ويشملون مشاهير لديهم عدد متابعين كبير بالإضافة إلى مشاهير الإنترنت على منصات وسائل التواصل الاجتماعي، مثل: يوتيوب، وإنستغرام، وفيسبوك، وتويتر. يتراوح عدد المتابعين من 1000 متابع إلى مئات الملايين. يمكن تصنيف المؤثرين في عدة طبقات (ضخمة، وكبيرة، وصغيرة، ونانوية)، استنادًا إلى عدد المتابعين.
تتابع الشركات الأشخاص الذين يهدفون إلى تقليل استهلاكهم الإعلانات، ويرغبون في دفع مؤثراتهم أكثر. يُنظر إلى استهداف المؤثرين على أنه زيادة في التسويق، وهذا ما يقابل ميلًا متزايدًا من العملاء المحتملين لتجاهل التسويق.
يجد باحثو التسويق كابيتان وسيلفيرا أن اختيار المؤثر يمتد إلى شخصية المنتج. ويُعتبر مفتاح النجاح تطابق المنتج مع فائدته. بالنسبة للشامبو، يجب أن تستخدم شخصًا مؤثرًا مع شعر جيد. وبالمثل، قد يستخدم المنتج المبهج الألوان الغامقة لنقل علامته التجارية. إن لم يكن المؤثر مبهرجًا، فسوف يتناقض مع العلامة التجارية. من المهم التوفيق بين المؤثر والغرض من المنتج.

## الدفع
يُدفع لمعظم المؤثرين قبل بدء الحملة التسويقية، بينما يُدفع للآخرين بعد انتهائها. هناك إجماع حول المبلغ الذي يجب دفعه للمؤثر. قد يختلف التعويض المادي باختلاف عدد الأشخاص الذين يستطيع المؤثر الوصول إليهم، ومدى تأييدهم المنتج، ونجاح حملاتهم السابقة.
قد يحصل أصحاب النفوذ والمشاهير من الدرجة الأولى على رسوم مكونة من ستة أو سبعة أرقام مقابل منشور واحد على وسائل التواصل الاجتماعي. قد يشمل الدفع منح منتجات مجانية بالإضافة إلى الرسوم (أو بدلًا منها). أما بالنسبة للمؤثرين مع عدد أتباع أقل، فقد تكون المنتجات أو الخدمات المجانية هي الشكل الوحيد للتعويض.

## وسائل التواصل الاجتماعي
خلقت وسائل التواصل الاجتماعي فرصًا جديدة للمسوقين لتوسيع استراتيجيتهم بما يتجاوز قنوات وسائل الإعلام التقليدية. يستخدم الكثيرون المؤثرين لزيادة مدى وصول رسائل التسويق الخاصة بهم. يُظهر المؤثرون على وسائل التواصل الاجتماعي أنفسهم بصفتهم قادةً للرأي مع متابعيهم وقد يملكون نقاط قوة مقنعة، مثل الجاذبية، والموثوقية، والخبرة، والذوق الجيد المدروس. تسمح الطبيعة التفاعلية والشخصية لوسائل التواصل الاجتماعي بتشكيل التفاعل ما وراء الاجتماعي بين المؤثرين ومتابعيهم، ما يؤثر على سلوك الشراء. يصل التسويق المؤثر على وسائل التواصل الاجتماعي إلى المستهلكين الذين يستخدمون أدوات منع الإعلانات.
يقول منتقدو المنهج المكثف عبر الإنترنت إن المستهلكين بوسعهم إهمال المعلومات من الأفراد المؤثرين الآخرين من خلال البحث على الإنترنت حصريًا. اقترح أحد الأبحاث في أوائل عام 2000 أن 80% إلى 92% من التبادلات الاستهلاكية المؤثرة حدثت وجهًا لوجه عبر التواصل الشفهي، مقارنة بحدوث 7% إلى 10% منها فقط عن طريق الإنترنت.

### تستخدم من قبل الحكومات
تعتمد مجموعة واسعة من سكان العالم ، وخاصة الجيل Z ، على المؤثرين على وسائل التواصل الاجتماعي في جميع أنواع المعلومات. مع وجود ملايين المتابعين على حساباتهم ، بما في ذلك Instagram و Snapchat و Facebook وغيرها ، لم يعمل المؤثرون فقط مع العلامات التجارية ، ولكن أيضًا مع الحكومات. تستخدم دول مثل مصر والإمارات العربية المتحدة هؤلاء المؤثرين لنشر صورة إيجابية عنهم وتغطية الصحافة السيئة حول حقوق الإنسان. في دبي ، عمل العديد من هؤلاء المؤثرين على الترويج لسياحة المدينة من خلال الحصول على ترخيص باهظ الثمن أو من خلال الوكالات. لقد أصبح عملًا بدوام كامل في اقتصاد ما بعد النفط في دبي. تتبع السلطات الإماراتية خططًا واستراتيجيات صارمة للوصول إلى المواقع الصحيحة. يتم إجراء فحص صارم على محتوى المؤثرين للتأكد من أن كل شيء يتم تصويره في ضوء إيجابي. تقيد سلطات دبي أيضًا هؤلاء المؤثرين من التحدث بأي شيء ضد النظام أو الدين أو السياسة. كشف تقرير صدر في أكتوبر 2022 أن المؤثرين ، الذين يروجون لإطلالة دبي المتألقة على وسائل التواصل الاجتماعي الخاصة بهم ، يبيعون الجنس من أجل أسلوب حياتهم. يحصل هؤلاء المؤثرون على آلاف الجنيهات في الليلة. يعتمد المبلغ أيضًا على عدد المتابعين ، حيث يعني المزيد من المتابعين المزيد من المال. بصرف النظر عن النقود ، يتم الدفع لهؤلاء المؤثرين بالمجوهرات والرحلات الجوية والحقائب وما إلى ذلك. في حين أن الدعارة غير قانونية في دبي ، إلا أنها كانت موجودة دائمًا. يُعتقد أن الزيادة في عدد المؤثرين الذين يبيعون الجنس ترجع إلى ارتفاع عدد المغتربين فاحشي الثراء في دبي ، بما في ذلك الأوليغارشيون الروس الذين ينتقلون إلى الإمارة للهروب من العقوبات الأمريكية.